# 富士宮市立病院
富士宮市立病院（ふじのみやしりつびょういん、英語名称：Fujinomiya City General Hospital）は、静岡県富士宮市にある、市が運営する病院である。本館と南棟からなる。

## 診療科
- 内科
- 循環器内科
- 外科
- 消化器外科
- 小児科
- 整形外科
- 脳神経外科
- 皮膚科
- 泌尿器科
- 産婦人科
- 耳鼻咽喉科
- 眼科
- 放射線科
- 麻酔科
- 病理診断科

## 特徴
- 富士宮駅南口の向かい側にあり、鉄道やバスでのアクセスが非常によい。
- 受付機による円滑な作業を行っている。
- 二次救急病院でもあるため、24時間体制の重症患者の治療がなされている。

## 主な認定
- 自治体立優良病院総務大臣表彰
- 2007年（平成19年）救急医療功労者厚生労働大臣表彰等の表彰
- 2010年（平成22年）日本医療評価機構病院機能評価施設認定
- 2015年（平成27年）日本医療評価機構病院機能評価施設認定

## アクセス
- JR東海身延線富士宮駅南口より徒歩1分。
- 東名高速道路富士IC→西富士道路経由で約20分。

## 学会等研修施設
- 日本医療機能評価機構病院機能評価施設認定
- 臨床研修指定病院
- 静岡県地域がん診療連携推進病院
- 産科救急受入医療機関
- 日本臓器移植ネットワーク認定献腎移植施設
- 日本内科学会認定教育施設
- 日本腎臓学会研修施設
- 日本透析医学会認定施設
- 日本アフェレシス学会認定施設
- 日本消化器内視鏡学会認定指導施設
- 日本消化器病学会認定施設
- 日本循環器学会専門医研修施設
- 日本小児科学会専門医制度関連施設
- 日本呼吸器外科学会専門医制度関連施設
- 日本外科学会外科専門医制度修練施設
- 日本消化器外科学会専門医修練施設
- 日本大腸肛門病学会専門医修練施設
- 日本がん治療認定機構認定研修施設
- 日本乳癌学会関連施設認定
- 日本整形外科学会専門医制度研修施設
- 日本脳神経外科学会専門医認定制度指定訓練施設
- 日本脳卒中学会専門医研修教育病院
- 日本産婦人科学会専門医制度卒後研修指導施設
- 日本周産期・新生児医学会暫定指導医
- 日本眼科学会専門医制度関連施設
- 日本耳鼻咽喉科学会専門医研修施設
- 日本皮膚科学会認定専門医制度研修施設
- 日本泌尿器科学会泌尿器科専門医教育施設基幹教育施設
- 放射線科専門医修練協力機関
- 日本麻酔科学会認定病院
- 日本病理学会認定病理専門医制度認定施設
- 日本臨床細胞学会認定施設
- マンモグラフィ検診施設
- 診療放射線技師実習施設
- 日本病態栄養学会栄養管理・NST実施施設
- 日本静脈経腸栄養学会栄養サポートチーム専門療法士認定規則実地修練認定教育施設
- 日本栄養療法推進協議会NST稼動施設
- 日本医療薬学会認定薬剤師制度研修施設
- 養護教諭実習受け入れ病院
- 静岡医療センター付属看護学院実習指定病院（母子看護学）
- 静岡県立東部看護専門学校実習指定病院
- 駿河看護専門学校実習指定病院（母性看護）